# Mistr Theodorik

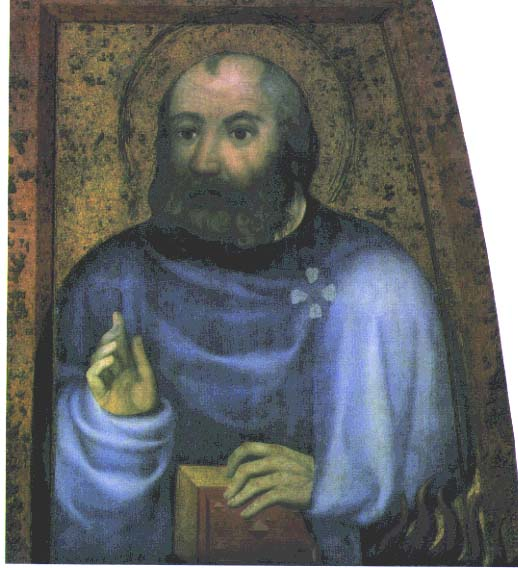
Apoštol Barnabáš, domnělý autoportrét mistra Teodorika

Mistr Theodorik (také Dittrich, Dětřich, Jetřich, Dětřich Pražský, podle staročeských překladů jména někdy také uváděn jako mistr starého breviáře) (před 1328 Itálie (?) – před 3. březnem 1381 Praha (?)) byl malíř deskových obrazů a nástěnných maleb v období vrcholné české gotiky, jeden z nejvýznamnějších dvorních malířů císaře Karla IV. Je považován za hlavního představitele gotického slohu označovaného jako „měkký styl“.

## Život
Do Prahy přišel pravděpodobně z Porýní, po studijní cestě do severní Itálie v 50. letech 14. století. Pujmanová uvádí, že na dvoře Karla II. z Anjou v Neapoli kolem roku 1309 působili sochař uváděný jako "Magister Theodoricus de Alemania", který mohl být jeho předkem, a jeho bratr malíř Giletto. Čekací doba na měšťanské právo v Praze byla tři roky a nový příchozí se nemohl okamžitě stát členem bratrstva malířů. Nejisté je datum zápisu v seznamu pražského malířského bratrstva, kde se uvádí jako představený (primus magister), který platí příspěvek 1 groš. Dříve se předpokládal rok 1348, ale je možné, že mu čestná funkce byla nabídnuta, až když se zasloužil malbou královského paláce na Pražském hradě po roce 1360..
Roku 1359 prokazatelně již nějaký čas vlastnil dům na Hradčanech. Jeho dům je znovu zmiňován roku 1368 (dům čp. 185/IV nad Úvozem na Hradčanském náměstí). V letech 1359–1367 pracoval jako významný dvorní malíř Karla IV. v Praze a na Karlštejně. Císař jej nazýval svým malířem a dvořanem pictor noster et familiaris (královský malíř a čeledín). Ve zvláštní listině ze dne 28. dubna 1367 pak Karel IV. potvrdil, že Theodorikův dvůr a polnosti v obci Mořina osvobozuje od všech daní a poplatků. Privilegium se vztahovalo i na Theodorikovy dědice a bylo uděleno za vyzdobení královské kaple na Karlštejně. Dvůr byl znovu zmiňován až roku 1381 v listu Václava IV., kdy byl prodán. Mikuláš Mendil z Jílového, otec zlatníka Jorga a zlatník Jan Waczenser dvorec prodali Zdeně, vdově po Ješkovi Mrázovi z Lazevic. Tato listina je jediná, která vymezuje datum Theodorikovy smrti před 8. březnem roku 1381 a napovídá, že neměl žádné potomky.

## Dílo
Theodorik navazoval na dílo svého předchůdce ve službách Karla IV., Mistra Lucemburského rodokmene, který byl autorem výzdoby císařského paláce na Karlštejně a tzv. ostatkových scén v kapli Panny Marie v letech 1356-1357. Tento mistr přinesl do zdejší nástěnné malby významné inovace. Některé deskové obrazy, připisované Theodorikově dílně, opakují typiku tváří i pohybová schémata postav Rodokmene. Podle Homolky mohou z dílny Mistra Lucemburského rodokmene přímo pocházet dva silně poškozené deskové obrazy sv. Petra a sv. Pavla z kaple sv. Kříže, které se od zbývajících zásadně liší technologií podkladové vrstvy, která je typická spíše pro nástěnnou malbu.
Theodorikova dílna provedla celkovou unikátní výzdobu kaple sv. Kříže na hradě Karlštejně v letech 1360-1365. Tvoří ji především 129 (původně 130) deskových obrazů polopostav světců, světic a proroků, kteří představovali "Nebeské vojsko" střežící svaté ostatky uložené v kapli. Některé z obrazových rámů měly malé otvory sloužící k vložení relikvií. Theodorikovy obrazy svou stylizací postav, opuštěním gotického lineárního slohu a modelací tváří a drapérií pomocí světel a stínů překonávají předchozí výtvarný styl. Je zřejmé, že byl obeznámen s francouzskou malbou en grisaille. Na autorství samotného Mistra Theodorika lze usuzovat ze zkoumání podkreseb a porovnání malířského provedení. Jsou mu přisuzovány kresebné návrhy kompozice i detailů tváří a drapérií a celkové dokončení nejvýznamnějších portrétů v kapli sv. Kříže. Řadu dílčích úkolů, jako přípravu desek obrazů, plastický dekor nebo zlatnické prvky zajišťovali specializovaní řemeslníci. O malířích zaměstnaných v Theodorikově dílně nejsou žádné záznamy, ale vzhledem k velikosti zakázky a krátkosti času jich muselo být několik. Někteří historici umění dokonce předpokládají účast několika mistrů a jejich dílenských spolupracovníků.
Přímo v kapli sv. Kříže jsou dvě místa, která svědčí o konfrontaci různých malířských stylů. Jsou to jednak dokonale provedené přípravné kresby figur na oltářní stěně, které se v pak jednodušší formě nebo zrcadlově obrácené opakují v podkresbě obrazů. Autorem kresebných návrhů na stěně kaple sv. Kříže byl patrně Theodorikův předchůdce, Mistr Lucemburského rodokmene. Jeho pokračovatele lze identifikovat i v některých malbách proroků, králů a rytířů, které jsou součástí celého souboru. Na deskových obrazech církevních Otců, pocházejících z Theodorikovy dílny (sv. Augustin, Sv. Ambrož, sv. Řehoř) se objevují inovace v podobě malířských zátiší. Tyto obrazy, jejichž autorem je patrně jiný nadaný malíř, vynikají neobvyklou mírou realismu, prostorovým řešením zátiší a rafinovanou barevností a předjímají tak vývoj deskové malby směřující k počátku 15. století a severské renesanci.
V Theodorikově dílně patrně působil i Mistr Bertram, později činný v Hamburku, a vzešel z ní nejspíše i Mistr Třeboňského oltáře a autor votivní desky Jana Očka z Vlašimi. Technologicky i kompozičně se Theodorikovým obrazům podobá také nástěnná malba Klanění tří králů v Saské kapli katedrály sv. Víta. Podle Homolky měli k Theodorikovi blízko, nebo vzešli přímo z jeho dílny, také iluminátoři Kapitulních biblí A2 a A3. Přestože tzv. "měkký sloh" neměl přímé pokračovatele, samo prostředí dílny ovlivnilo následující generaci tvůrců české gotické malby.

### Technika Theodorikových deskových maleb
Příprava desek, včetně dvouvrstevného křemičitého a křídového podkladu, je shodná s praxí ve Francii a Německu, ale nevyskytuje se v Itálii. Přípravná černá štětcová podkresba je lineární a místy velmi detailní, ale ve výsledné malbě byly zaznamenány četné odchylky, např. v postavení rukou. Přípravná kresba je kryta vrstvou olovnaté běloby pojené olejem. Ta také odráží dopadající rozptýlené světlo, procházející lazurami a prosvětluje nejsvrchnější části drapérií. Vlastní malba je provedena vaječnou temperou prokládanou olejovými vrstvami. Olejové pojidlo umožnilo jak skládání barevně kontrastních vrstev, tak postupnou modelaci objemů. Pro Theodorikovu malbu je charakteristické vrstvení pololazurních vrstev s pomocí pomalu vysychajícího olejového pojidla, které umožňovalo "malbu do mokrého". V inkarnátech dovoluje vláčné olejové pojidlo modelaci splývavých přechodů v jediné vrstvě přídavkem pigmentu metodou alla prima (Sv. Karel Veliký).
Na konečné podobě obrazů museli spolupracovat i jiní specializovaní umělci, kteří vytvářeli složitý systém ozdob. Ty zahrnovaly reliéfní dekor pozadí i rámu obrazů (pastiglia), lepené plastické dekorace, drobné zlatnické aplikace odlévané z cínu a olova do forem, zlacení pozadí a zlatnické výrobky např. v podobě křížků, připevněné na desku stříbrnými hřebíčky.

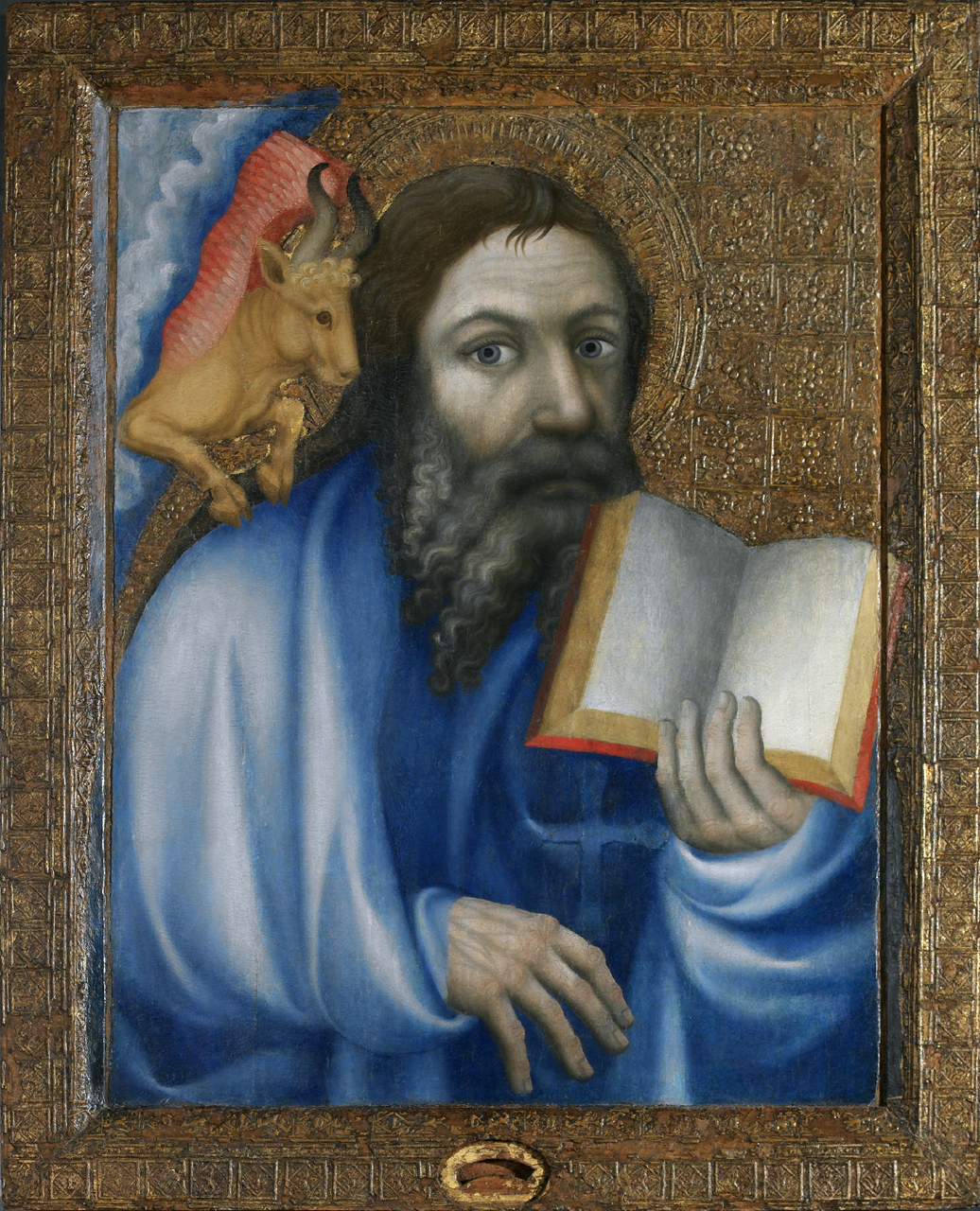
Sv. Lukáš Evangelista, Národní galerie v Praze
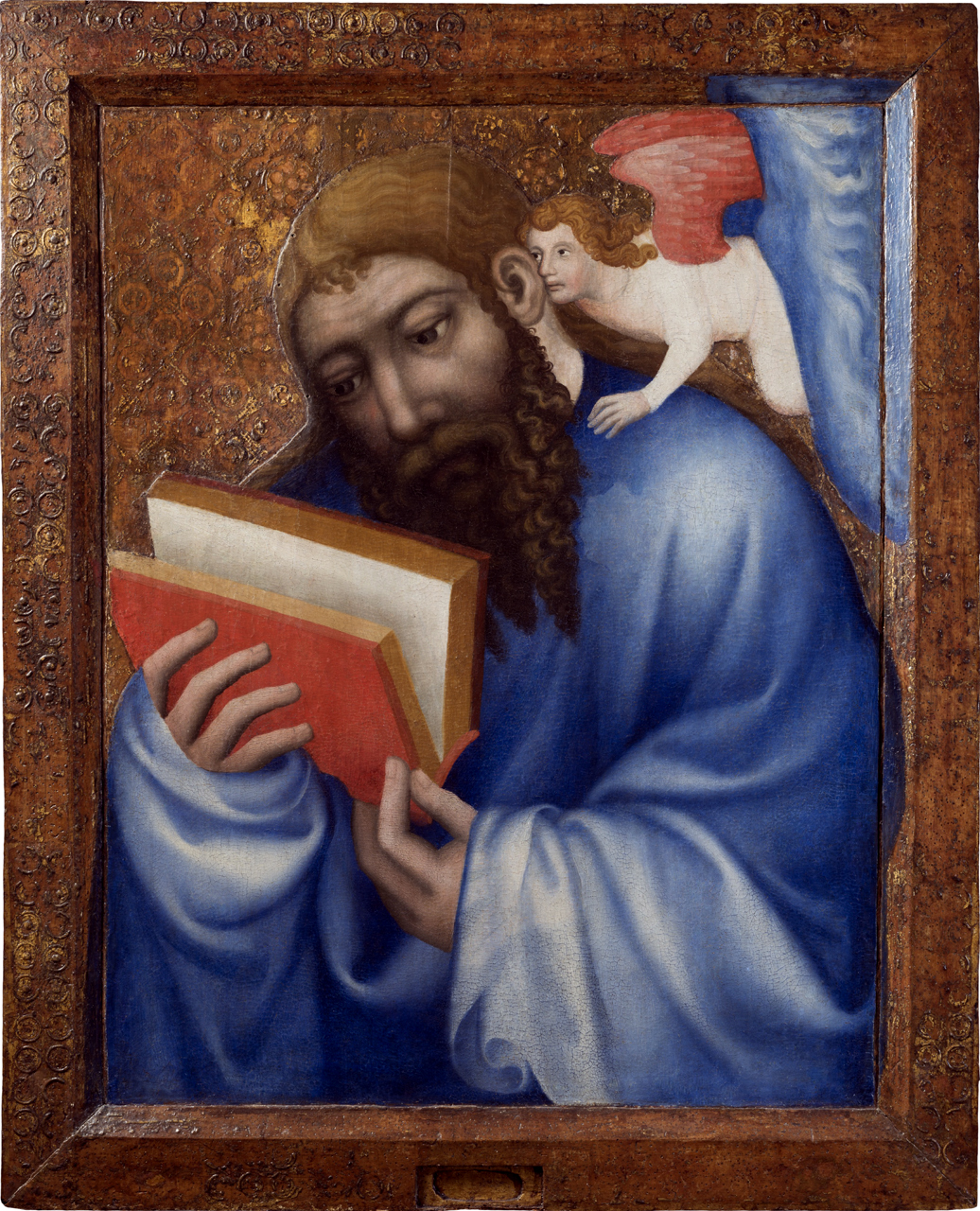
Sv. Matouš Evangelista, Národní galerie v Praze
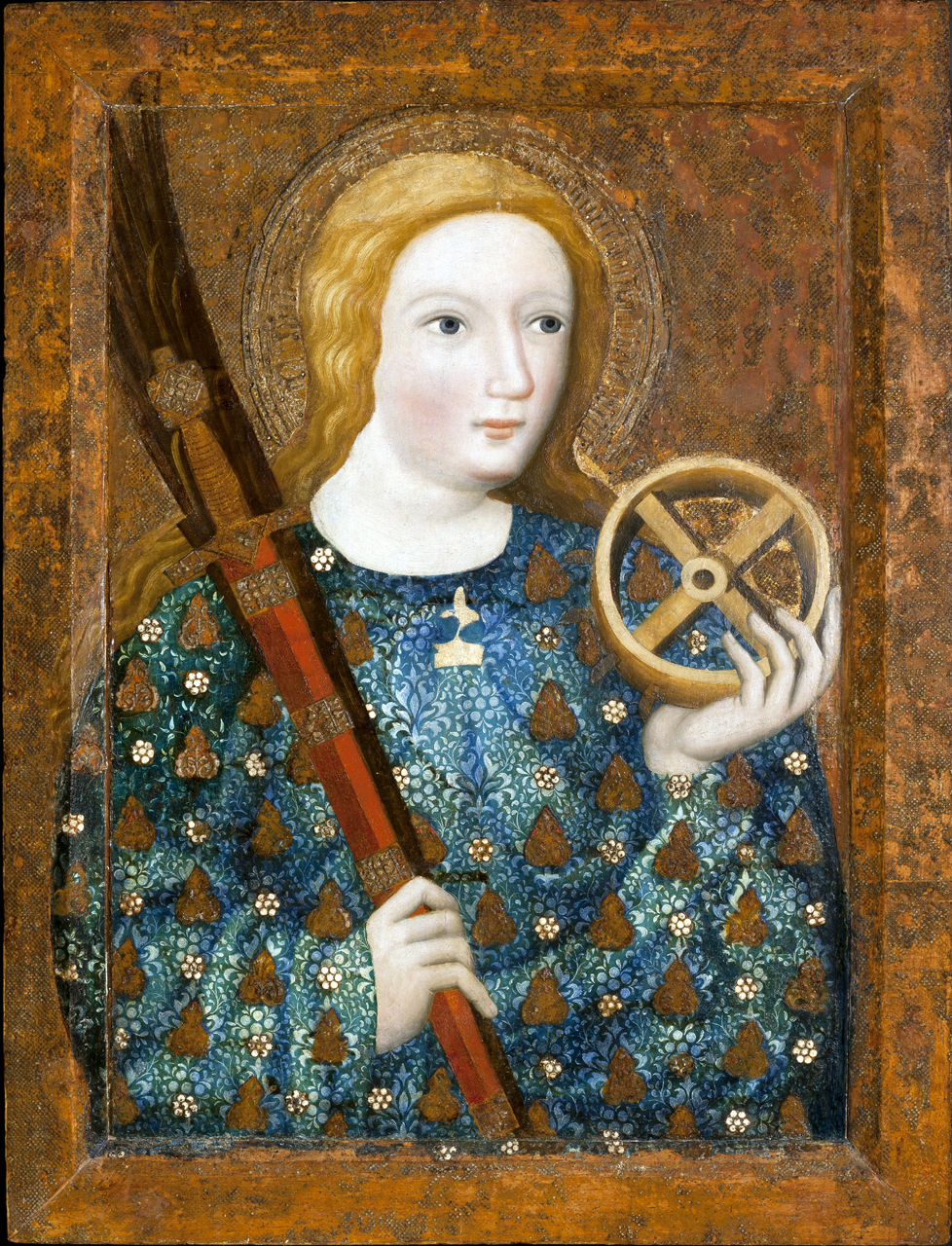
Sv. Kateřina, Národní galerie v Praze
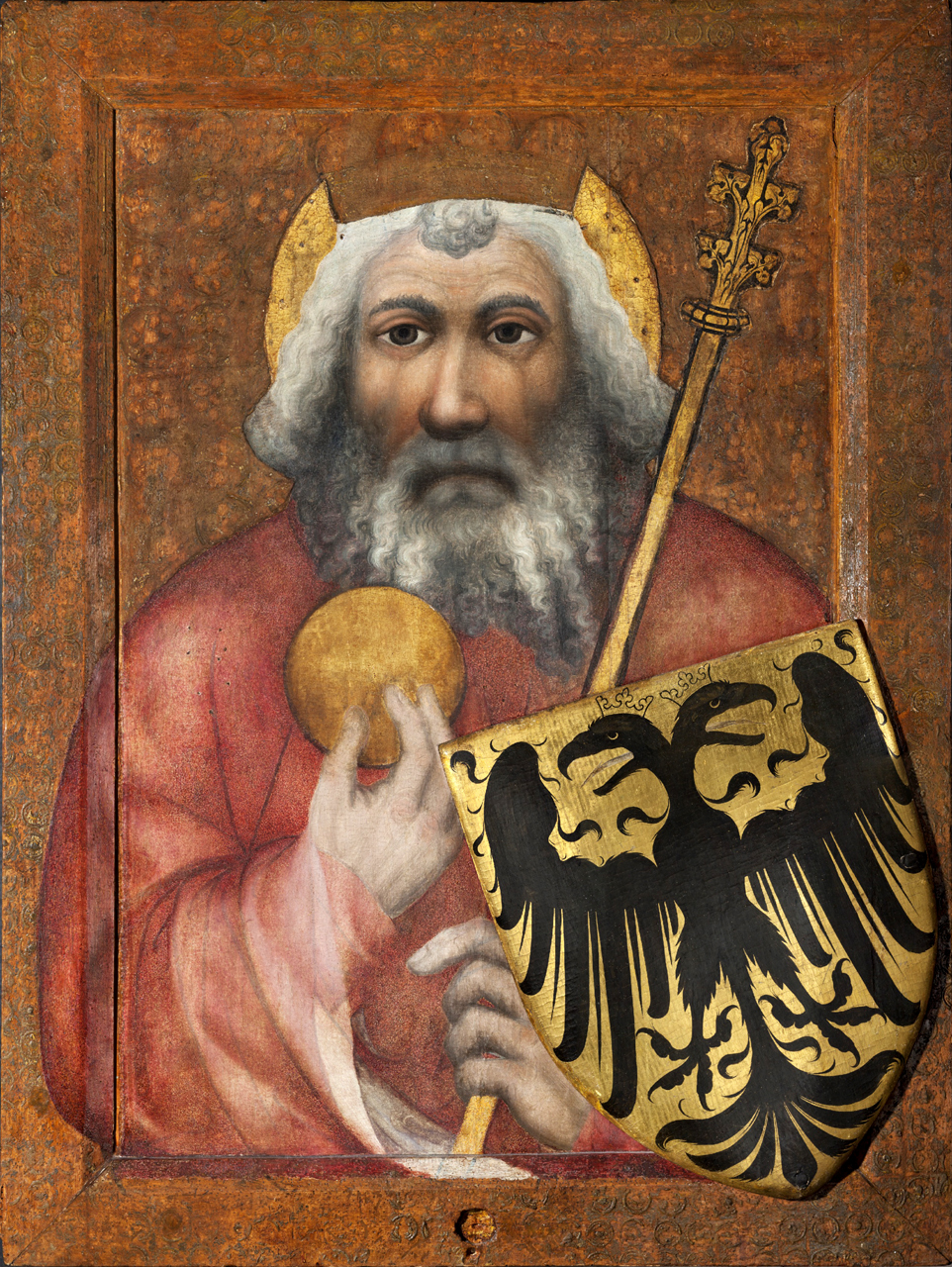
Sv. Karel Veliký, Národní galerie v Praze
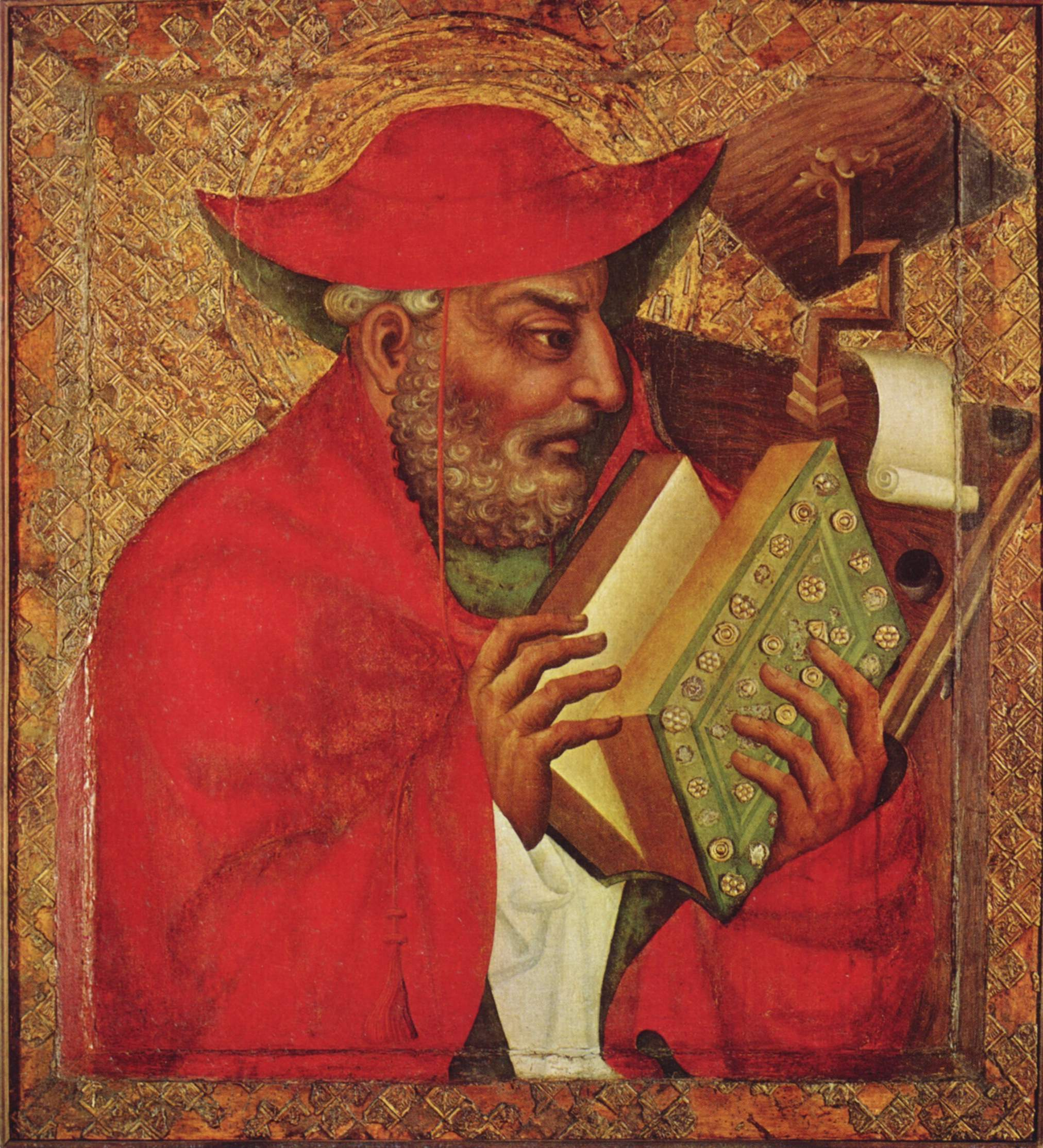
Sv. Jeroným, Kaple svatého Kříže (Karlštejn)
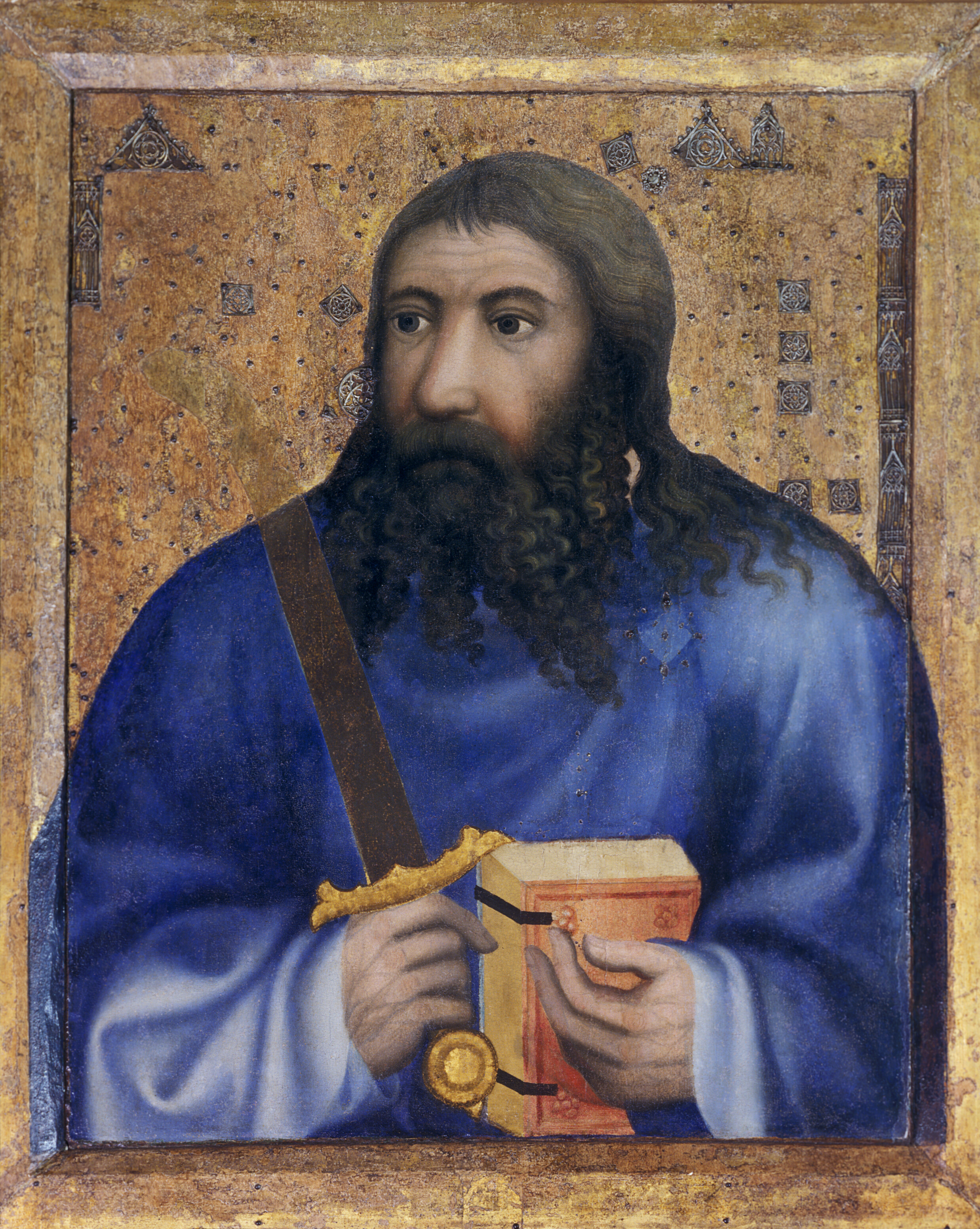
Sv. Šimon, Kaple svatého Kříže (Karlštejn)
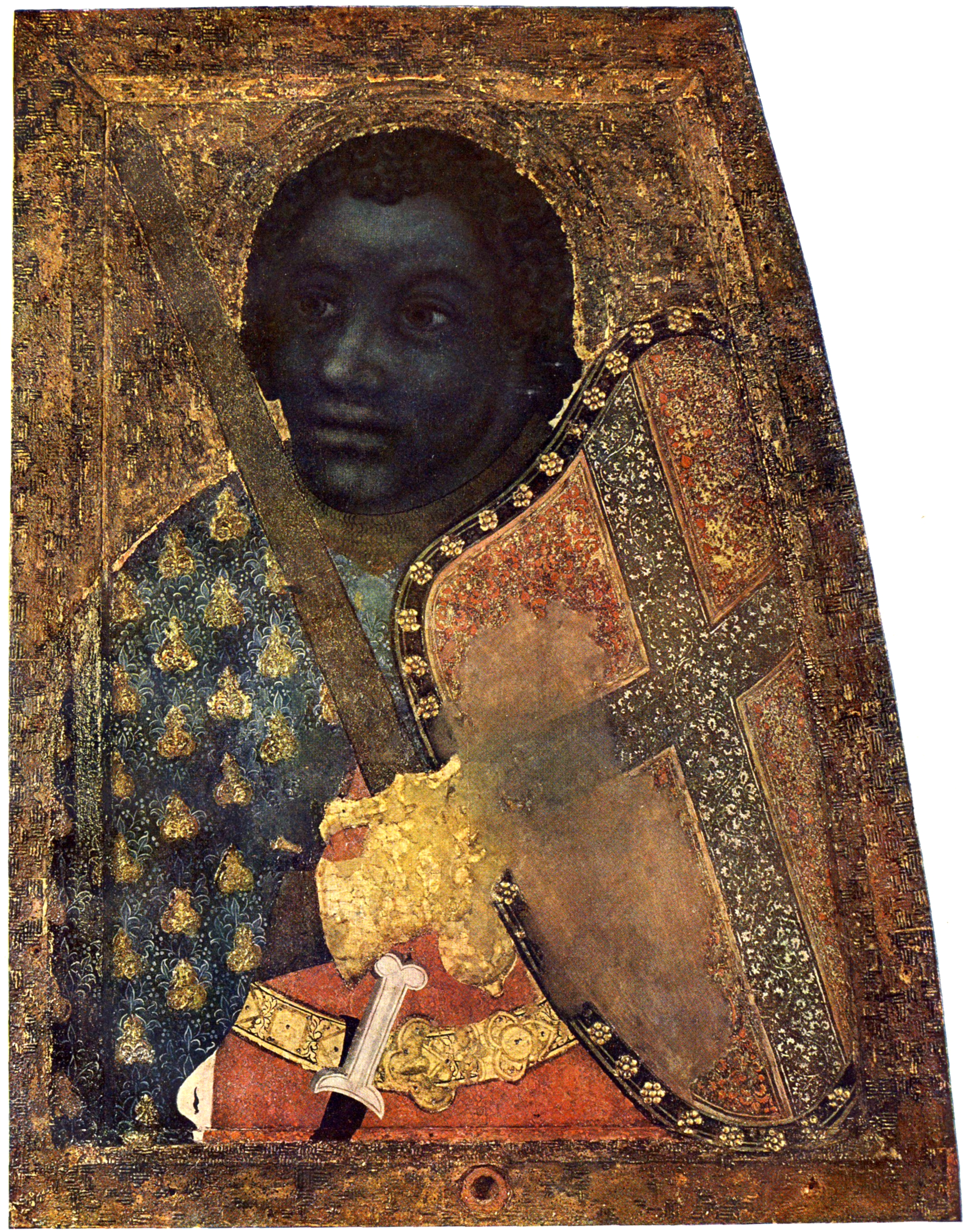
Sv. Mořic, Kaple svatého Kříže (Karlštejn)

### Nástěnné malby v kapli sv. Kříže na Karlštejně
Mistru Theodorikovi a jeho dílně jsou připisovány protějškové nástěnné malby na klenbách okenních výklenků kaple. Drapérie postav se vyznačují měkkou modelací světlem a svou tlumenou barevností se blíží technice en grisaille. Tváře mají blízký vztah k některým Theodorikovým deskovým obrazům a opakuje se na nich charakteristický motiv vousů a vlasů stočených do jednotlivých pramenů. Malba je zdobena reliéfními zlacenými dekoracemi a pozadí scén vyplňují plastické zlaté puklice.
- Apokalyptický Bůh v mandorle obklopený andělskými chóry (západní výklenek)

Malba je barevně přizpůsobena protější scéně Klanění 24 starců, připisované Mistru Lucemburského rodokmene. Monumentální postava Boha je provedena technikou en grisaille. Bůh drží v rukou sedmero hvězd a knihu, nad níž se vznáší sedm svícnů.
- Zvěstování Panně Marii / Navštívení Panny Marie (severovýchodní výklenek, severní klenba)

Scéna Zvěstování je kvalitou provedení blízká technicky nejpokročilejším deskovým obrazům Theodorikovy dílny (sv. Ambrož). Křídla Archanděla Gabriela jsou z pásků cínového plechu, zdobeného barevnými lazurami a zlaceným plastickým dekorem. Prostor prohlubuje polygonální gotická architektura chrámové budovy a diagonální čtenářský pult Panny Marie.
- Klanění tří králů (severovýchodní výklenek, jižní klenba)

Nejrozsáhlejší a nejlépe zachovaná malba znázorňuje svatou rodinu v chýši se zvířaty a tři krále přinášející dary. Vysoká výtvarná kvalita provedení, typika tváří i malířský styl svědčí pro autorství Mistra Theodorika. Malba se vyznačuje pečlivým provedením detailů (figura Ježíška, ruce, prameny vousů a vlasy, pletený proutěný plot, plasticky provedené královské koruny a bohaté dary). Postava třetího krále je považována za kryptoportrét Karla IV.
- Setkání Krista s Máří Magdalénou a Martou / Pomazání Krista v domě Šimonově (jihovýchodní výklenek, severní klenba)

Malby jsou značně poškozené, ale šerosvitná modelace oděvů a typika tváří i provedení rukou má blízké protějšky v deskových obrazech Mistra Theodorika.
- Vzkříšení Lazara / Noli me tangere (jihovýchodní výklenek, jižní klenba)

Bohatá kompozice s krajinnou scenérií v pozadí je těžce poškozená, ale četné shodné formální analogie ji řadí k ostatním nástěnným malbám Mistra Theodorika v kapli sv. Kříže.